# Ivan Jurić
Ivan Jurić (ur. 25 sierpnia 1975 w Splicie) – chorwacki piłkarz grający na pozycji pomocnika, a także trener.

## Kariera klubowa
Jurić karierę zaczynał w klubie ze swojego rodzinnego miasta – Hajduku. W 1994 roku został włączony do dorosłej kadry zespołu. Chorwacki klub reprezentował przez trzy kolejne sezony. W 1997 roku po dobrych występach w lidze chorwackiej został kupiony przez Sevillę. W pierwszym sezonie gry w hiszpańskim zespole był podstawowym graczem, jednak w kolejnych coraz częściej siadał na ławce rezerwowych. Po trzech występach w sezonie 2000/2001 został wypożyczony na pół roku do występującego wówczas w Segunda División Albacete Balompié. W drugoligowym klubie rozegrał 17 meczów i strzelił w nich jednego gola. Po powrocie do Sevilli, Jurić został sprzedany do Šibenika, a później do Crotone. Chorwacki piłkarz nie pomógł jednak drużynie w utrzymaniu się w Serie B. Przez następne dwa sezony spędzone w Serie C, zawodnik wystąpił w 49 meczach i strzelił w nich 4 gole. W sezonie 2004/2005 Crotone powróciło do Serie B. Chorwat we włoskim klubie grał jeszcze przez kolejne dwa lata, po czym podpisał kontrakt z występującą również w Serie B Genuą. Nowy zespół chorwackiego zawodnika szybko awansował do najwyższej klasy rozgrywkowej we Włoszech. W Serie A zadebiutował 31 sierpnia 2008 roku w przegranym meczu z Catanią. 14 czerwca 2010 Jurić na łamach gazety Il Secolo XIX poinformował o zakończeniu piłkarskiej kariery.

## Kariera reprezentacyjna
Jurić w reprezentacji Chorwacji zadebiutował 11 lutego 2009 roku w towarzyskim meczu przeciwko Rumunii. Łącznie w barwach narodowych wystąpił pięć razy.